# J.J.フーバー
ジェームズ・アレン・フーバー（James Allen Hoover, 1987年8月13日 - ）は、アメリカ合衆国・ペンシルベニア州アレゲニー郡エリザベス出身のプロ野球選手（投手）。右投右打。独立リーグ・アトランティックリーグのレキシントン・レジェンズ所属。

## 経歴

### プロ入りとブレーブス傘下時代
2008年にMLBドラフト10巡目（全体310位）でアトランタ・ブレーブスから指名され、プロ入り。
2011年11月16日にブレーブスの40人枠に加えられた。

### レッズ時代
2012年4月1日にフアン・フランシスコとのトレードで、シンシナティ・レッズへ移籍した。4月25日のサンフランシスコ・ジャイアンツ戦でメジャーデビューを果たした。6月に制球の問題でマイナー落ちし、再昇格は8月になった。再昇格後は調子を上げ、最終的には28試合に登板。1勝0敗1セーブ・防御率2.05・WHIP0.98・奪三振率9.1という素晴らしい成績をマークした。
2013年は、チームトップの69試合にリリーフ登板。前年と同様、シーズン後半に調子を上げ、後半戦の防御率は1.67だった。通年では防御率2.86・5勝5敗3セーブ・WHIP1.11・奪三振率9.1という好成績をマークしたが、満塁の場面で被打率.545・3本塁打、下位打線によく打たれるなど、課題となる点も浮かび上がった。
2014年は、7月に本拠地のグレート・アメリカン・ボール・パークで延長戦3敗を喫する珍記録が出た。全体では54試合にリリーフ登板したが、防御率4.88・1勝10敗・WHIP1.39という成績に終わり、大幅に調子を落とした。前年と同じく、ピンチに打たれる傾向は変わらずじまいで、13本もホームランを許した。一方で、62.2イニングで75個の三振を奪い、自己ベストの奪三振率10.8をマークするなど、能力を発揮した面も見られた。
2015年は67試合に登板し、通算200試合登板を達成。防御率2.94・自己ベストの8勝2敗・WHIP1.17という成績を残して活躍し、前年の不調から脱却した。
2016年はアロルディス・チャップマンの移籍で新クローザーとしての期待がかかったが、開幕から絶不調でマイナー落ちを経験。遂には8月4日に40人枠外となり、10月12日にFAとなった。

### ダイヤモンドバックス時代
2017年1月10日にアリゾナ・ダイヤモンドバックスとマイナー契約を結び、同年のスプリングトレーニングに招待選手として参加することになった。3月31日にメジャー契約を結んで40人枠入りした。12月1日にノンテンダーFAとなった。

### ブルワーズ時代
2018年1月10日にミルウォーキー・ブルワーズとマイナー契約を結び、同年のスプリングトレーニングに招待選手として参加した。4月7日にアクティブ・ロースター入りしたが、4月10日のセントルイス・カージナルス戦で10回裏から登板し11回裏にマット・カーペンターにサヨナラ2点本塁打を打たれ敗戦投手となり、4月11日にDFAとなり、4月13日にAAA級コロラドスプリングス・スカイソックスに降格した。4月16日にFAとなった。

### ナショナルズ傘下時代
2019年2月12日にワシントン・ナショナルズとマイナー契約を結び、同年のスプリングトレーニングに招待選手として参加することになった。11月4日にFAとなった。

### 独立リーグ時代
2021年6月14日にアメリカン・アソシエーションのカンザスシティ・モナークスと契約したが、2日後の6月16日にアトランティックリーグのレキシントン・レジェンズに金銭トレードで移籍した。

## 投球スタイル
91～95mphのフォーシームと73～78mphのカーブの2球種が主体の投球で、左打者にはチェンジアップも一定数投げる。スライダーは右打者相手にごく稀に投げる。

## 詳細情報

### 年度別投手成績
| 年 度     | 球 団     | 登 板 | 先 発 | 完 投 | 完 封 | 無 四 球 | 勝 利 | 敗 戦 | セ 丨 ブ | ホ 丨 ル ド | 勝 率 | 打 者 | 投 球 回 | 被 安 打 | 被 本 塁 打 | 与 四 球 | 敬 遠 | 与 死 球 | 奪 三 振 | 暴 投 | ボ 丨 ク | 失 点 | 自 責 点 | 防 御 率 | W H I P |
| --------- | --------- | ----- | ----- | ----- | ----- | -------- | ----- | ----- | -------- | ----------- | ----- | ----- | -------- | -------- | ----------- | -------- | ----- | -------- | -------- | ----- | -------- | ----- | -------- | -------- | ------- |
| 2012      | CIN       | 28    | 0     | 0     | 0     | 0        | 1     | 0     | 1        | 1           | 1.000 | 123   | 30.2     | 17       | 2           | 13       | 1     | 0        | 31       | 0     | 0        | 7     | 7        | 2.05     | 0.98    |
| 2013      | CIN       | 69    | 0     | 0     | 0     | 0        | 5     | 5     | 3        | 13          | .500  | 269   | 66.0     | 47       | 6           | 26       | 6     | 2        | 67       | 1     | 0        | 21    | 21       | 2.86     | 1.11    |
| 2014      | CIN       | 54    | 0     | 0     | 0     | 0        | 1     | 10    | 0        | 1           | .091  | 275   | 62.2     | 56       | 13          | 31       | 3     | 1        | 75       | 0     | 0        | 36    | 34       | 4.88     | 1.39    |
| 2015      | CIN       | 67    | 0     | 0     | 0     | 0        | 8     | 2     | 1        | 18          | .800  | 264   | 64.1     | 44       | 7           | 31       | 1     | 2        | 52       | 3     | 0        | 24    | 21       | 2.94     | 1.17    |
| 2016      | CIN       | 18    | 0     | 0     | 0     | 0        | 1     | 2     | 1        | 1           | .333  | 97    | 18.2     | 29       | 9           | 12       | 1     | 1        | 15       | 0     | 0        | 29    | 28       | 13.50    | 2.20    |
| 2017      | ARI       | 52    | 0     | 0     | 0     | 0        | 3     | 1     | 0        | 10          | .750  | 197   | 41.1     | 47       | 7           | 26       | 1     | 1        | 54       | 1     | 0        | 20    | 18       | 3.92     | 1.77    |
| 2018      | MIL       | 2     | 0     | 0     | 0     | 0        | 0     | 1     | 0        | 0           | .000  | 10    | 1.1      | 4        | 1           | 2        | 0     | 0        | 0        | 0     | 0        | 3     | 3        | 20.25    | 4.50    |
| 通算：7年 | 通算：7年 | 290   | 0     | 0     | 0     | 0        | 19    | 21    | 6        | 44          | .475  | 1235  | 285.0    | 244      | 45          | 141      | 13    | 7        | 294      | 5     | 0        | 140   | 132      | 4.17     | 1.35    |

- 2020年度シーズン終了時

### 背番号
- 60（2012年 - 2018年）